# Correspondance de Paris
La Correspondance de Paris, appelée aussi "Correspondance démocratique des départements et de l'étranger" ou encore "Correspondance Pauchet et Pellagot", était une agence de presse fondée à Paris au XIXe siècle, Rue Sainte-Anne (Paris).

## Histoire
Fin mai 1848, Edouard Degouve de Nuncques abandonne sa "Correspondance de presse parisienne des journaux radicaux des départements", fondée sous la Monarchie de Juillet, pour se lancer la carrière préfectorale. La clientèle de journaux d'opposition se tourne alors vers une nouvelle publication, la "Correspondance de Paris", imprimée sur papier à calquer, un papier très léger, alors que la Correspondance Degouve Denunques était autographiée sur papier de soie. Le ton de la nouvelle publication est beaucoup plus indépendant du pouvoir politique. Elle est installée Rue Sainte-Anne (Paris), puis au 58, rue Montmartre. En juillet 1848, elle vivote, car elle est fortement concurrencée par l'Agence Delaire-Havas.
Parmi les principaux gérants de la nouvelle agence de presse figurait Emile Pauchet, futur secrétaire de L'Opinion nationale, Michel-Placide Justin journaliste et fondateur vingt ans plus tôt de l'agence de presse éponyme, Jean-Baptiste Charles Paya, journaliste toulousain monté à Paris et le négociant belge Emile Pellagot, qui fondera en 1854 le "Diner de Paris", passage Jouffroy, avec Michel-Placide Justin. Le 3 avril de la même année, leur société avait publié un premier quotidien L'Echo du soir et le 9 avril un autre Le Messager, qui prit plus tard pour sous-titre : journal politique et littéraire.
Fin juillet de la même année 1848, Jean-Baptiste Charles Paya se retire de la "Correspondance de Paris" qu'il juge encore trop modérée, pour fonder, le 1er août, sa propre "Correspondance. Mais c'est en tant que directeur de la "Correspondance de Paris" qu'il est traduit devant la haute Cour de Versailles après les événements du 13 juin 1849, organisés par les déçus de la IIe République. Inculpé de complot, il est condamné, sans preuves, à la déportation. La "Correspondance démocratique" a cessé de paraître à la fin de novembre 1849. Elle a alors fusionné avec le "Bulletin des nouvelles politiques étrangères", qui s'installe dans ses locaux, contient surtout des articles de politique intérieure, les nouvelles étrangères n'y occupant qu'une place réduite (l/8e du contenu). La société sera plus tard rachetée par Charles Louis Havas. Edouard Degouve de Nuncques fondera lui une seconde "Correspondance de Gouve de Nuncques" en 1851.